# Yoni Oujo
Juan Manuel González Oujo (Las Palmas de Gran Canaria, España, 12 de septiembre de 1989) conocido como Yoni Oujo, es un exfutbolista y entrenador de fútbol español que actualmente dirige al Panadería Pulido de la Tercera Federación.

## Trayectoria
Natural de Las Palmas de Gran Canaria en 2014 ingresó en el fútbol base de la Unión Deportiva Las Palmas tras dirigir en todas la categorías del fútbol base canario para dirigir a sus equipos infantiles y cadetes, hasta que en 2017 se convirtió en segundo entrenador de Juan Manuel Rodríguez Pérez primero y más tarde de Suso Hernández en Las Palmas Atlético durante dos temporadas, desde 2017 a 2019.
En la temporada 2019-20, se hizo cargo de la Unión Deportiva Las Palmas "C" de la Tercera División de España, al que dirigió durante tres temporadas realizando playoff a 2ªRFEF pero no pudiendo ascender debido a la categoría ocupada por el filial de la UDLP .El 16 de abril de 2022, pasó a ser entrenador de Las Palmas Atlético de la Segunda Federación, tras la destitución de Tino Luis Cabrera, dirigiendo los últimos cuatro partidos de liga.
En la temporada 2022-23, continuó al frente del banquillo de Las Palmas Atlético en la Tercera Federación, con un balance de 36 partidos, con 16 victorias, 10 empate y 10 derrotas; 50 goles a favor y 42 goles en contra. Tras esa temporada, separaron los caminos después de una década. 
Estuvo sin equipo hasta el 14 de diciembre de 2023, cuando fichó por el C. D. Mensajero de la Segunda Federación. El 6 de mayo tras finalizar dicha temporada, no renovó por el conjunto palmero. En junio de 2024 se incorporó al Panadería Pulido de la Tercera Federación.

## Equipos
| Club                                 | País   | Año       |
| ------------------------------------ | ------ | --------- |
| Las Palmas Atlético (2.º entrenador) | España | 2017-2019 |
| Unión Deportiva Las Palmas "C"       | España | 2019-2022 |
| Las Palmas Atlético                  | España | 2022-2023 |
| C. D. Mensajero                      | España | 2023-2024 |
| Panadería Pulido                     | España | 2024-     |